# Vincent Gauthier-Manuel
Vincent Gauthier-Manuel est un skieur handisport français, né le 6 avril 1986 à Champagnole.

## Biographie
De formation technique, Vincent Gauthier-Manuel est titulaire d'un BTS en Microtechnique. Il travaille au sein d'une société jurassienne d'emballage après avoir été employé au bureau d'études d'une entreprise de production lunetière. Né avec un handicap (il lui manque l'avant-bras gauche), il poursuit une carrière sportive de skieur de haut niveau en handisport.
Il est nommé au grade d'officier de l'Ordre national du Mérite le 14 juillet 2010, à l'issue des 3 médailles qu'il remporte aux jeux paralympiques de Vancouver. En 2011 à Sestrières, il remporte quatre titres de champion du monde (slalom, géant, super combiné et par équipe), et termine deuxième en descente et superG. Le 5 décembre, Vincent Gauthier-Manuel est nommé porte-drapeau de la délégation paralympique française pour les jeux paralympiques de Sotchi 2014 (une médaille d'or, une d'argent et une de bronze).
Durant les Jeux paralympiques d'hiver de 2018, il est consultant pour France Télévisions pour commenter les épreuves en direct. Il commente aussi les cérémonies d'ouverture et de clôture avec Patrick Montel et Alexandre Boyon.

## Palmarès

### Jeux paralympiques
| Épreuve / Édition | Vancouver 2010 | Sotchi 2014 |
| ----------------- | -------------- | ----------- |
| Descente          | Bronze         | Bronze      |
| Super-G           | Argent         | 4e          |
| Slalom géant      |                | Or          |
| Slalom            |                | Argent      |
| Super combiné     | Argent         | Ab.         |

### Saison 2006/2007
- Deux fois vainqueur sur deux participations : circuit coupe de France
- Qualification circuit coupe d’Europe

### Saison 2007/2008
- 3e place slalom et 3e place géant à Pitztal en  Autriche (Coupe d’Europe).

### Saison 2008/2009
- Coupe d'Europe à Kühtai en  Autriche : 
  - 1er en slalom le 18 décembre 2008
  - 1er en géant le 19 décembre 2008
- Coupe du monde à La Molina en  Espagne : 
  - 3e en géant le 12 janvier 2009
  - 1er en géant le 13 janvier 2009
  - 1er en slalom le 14 janvier 2009
  - 2e en slalom le 15 janvier 2009
- Finales de la Coupe du monde à Whistler au  Canada
  - 5e en descente le 11 mars 2009
  - 8e en slalom du combiné le 12 mars 2009
  - 9e en géant du combiné le 12 mars 2009
  - 2e en slalom géant le 13 mars 2009
  - 5e en slalom le 14 mars 2009

### Saison 2010/2011
- Championnats du Monde à Sestriere en  Italie
  - Champion du monde de Slalom
  - Champion du monde de Super combiné
  - Champion du monde de Géant
  - Champion du monde par équipe
  - 2e en Super G
  - 2e en Descente
- Champion de France de Géant, Slalom, Super G et Super Combiné
- Coupe du Monde à Arta Terme en  Italie
  - 1er en slalom
  - 1er en slalom géant
- Coupe d'Europe à Pitztal en  Autriche
  - 1er et 2e sur les 2 Géants
  - 2e en slalom
  - 3e en Super-G
- Coupe d'Europe à Kühtai en  Autriche
  - 1er en Géant
  - 2e en slalom
- Coupe d'Europe à La Molina en  Espagne
  - 1eren Géant

### Saison 2011/2012
- Globe de cristal 2012

### Saison 2012/2013

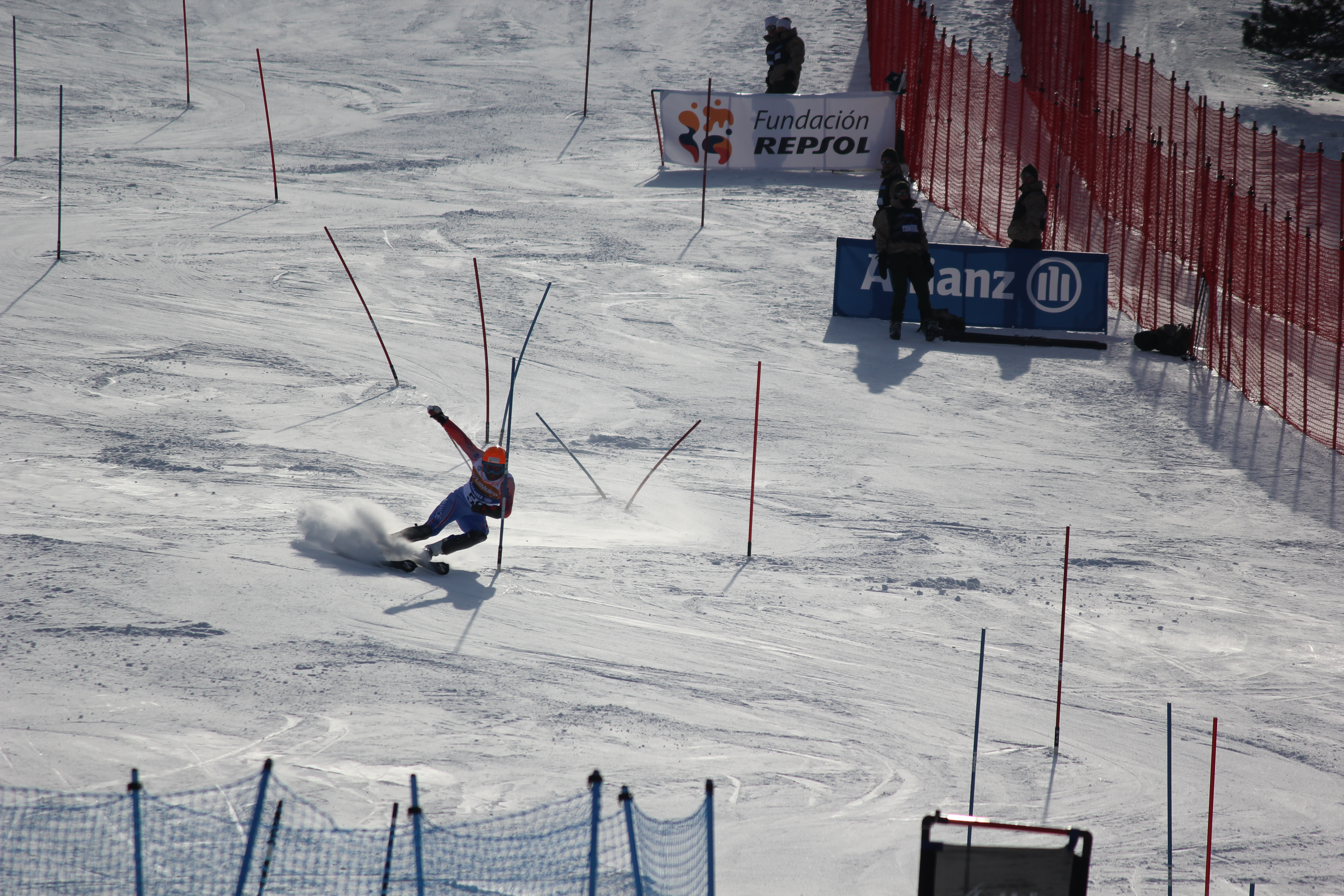
2013

- Coupe du monde CIP - Sestriere,  Italie
  - 5e et 4e en slalom géant
- Coupe du Monde CIP - Saint-Moritz,  Suisse
  - 2e du Slalom Géant 1
  - 3e du Slalom Géant 2
  - 1er du Slalom 1
  - 3e du Slalom2
- Coupe d'Europe à Tarvisio,  Italie
  - 4e de la Descente 1
  - 2e de la Descente 2
- Championnat du monde à La Molina en  Espagne
  - 5e de la Descente
  - 4e du Super G
  - Champion du Monde de Slalom
  - Champion du Monde de Slalom Géant[3]
- Championnat de France à Chamrousse
  - Champion de France de Slalom
  - Champion de France de Slalom Géant

### Saison 2013/2014
- Jeux paralympiques de Sotchi
  - Médaille de bronze en descente
  - 4e du Super G
  - Médaille d'argent en slalom
  - Médaille d'or en Slalom Géant

## Décorations
- Officier de l'Ordre national du Mérite en 2010 après les Jeux de Vancouver 2010 (deux médailles d'argent en ski alpin (super géant et super combiné), médaille de bronze (slalom géant) aux jeux Paralympiques de Vancouver ; 6 ans d'activités sportives)[4].
- Chevalier de l'Ordre national de la Légion d'honneur en 2014 après les Jeux de Sotchi la même année (médaille d'or, médaille d'argent et médaille de bronze en ski alpin aux jeux Paralympiques de Sotchi ; 8 de services)[5].